# Saint-Max
Saint-Max là một xã trong vùng Grand Est, thuộc tỉnh Meurthe-et-Moselle, quận Nancy, tổng Saint-Max. Tọa độ địa lý của xã là 48° 42' vĩ độ bắc, 6° 12' kinh độ đông. Saint-Max nằm trên độ cao trung bình là m mét trên mực nước biển, có điểm thấp nhất là 193 mét và điểm cao nhất là 342 mét. Xã có diện tích 1,85 km², dân số vào thời điểm 1999 là 10.939 người; mật độ dân số là 5912 người/km².

## Các thành phố kết nghĩa
- Walldorf (Baden), Đức 1985